# Brea (Kalifornija)
Brea je grad u američkoj saveznoj državi Kalifornija. Prema popisu stanovništva iz 2010. u njemu je živjelo 39,282 stanovnika.